# Giải bóng đá Hạng Ba Quốc gia 2007
Giải bóng đá hạng Ba toàn quốc 2007 là mùa giải thứ ba của giải bóng đá hạng cao thứ 4 trong hệ thống vô địch giải bóng đá Việt Nam (sau V-League, Hạng nhất và Hạng nhì) do Liên đoàn bóng đá Việt Nam tổ chức hàng năm. Giải bóng đá hạng Ba toàn Quốc năm 2007 chính thức khởi tranh giải đấu bắt đầu từ 1/11/2007 đến 15/11/2007, với sự tham dự của 15 đội bóng khắp nơi trên cả nước.

## Thể lệ
Giải bóng đá hạng Ba toàn quốc năm 2007 đã thu hút sự tham dự của tổng cộng 15 đội bóng đại diện cho các Tỉnh, Thành, Ngành trên cả nước. Căn cứ theo vị trí địa lý, 15 đội bóng dự giải được chia làm 3 bảng, cụ thể như sau:
- Bảng A: Do Trung tâm đào tạo bóng đá trẻ Hải An VST làm bảng trưởng (thi đấu trên sân Trung tâm Đào tạo trẻ Nam Định), gồm 5 đội: Hải An VST, Hoà Phát Hà Nội, Thể Công Viettel, Vĩnh Phúc và Yên Bái.
- Bảng B: Do Sở Thể dục thể thao Bình Dương làm bảng trưởng (thi đấu trên sân Bình Dương), gồm 5 đội: Bình Dương, Bình Phước, Hoàng Anh Gia Lai, Kontum và Phú Yên.
- Bảng C: Do Sở Thể dục thể thao Bà Rịa Vũng Tàu làm bảng trưởng (thi đấu trên sân Bà Rịa), gồm 5 đội: Bà Rịa Vũng Tàu, Bạc Liêu, Cà Mau, Cty Dịch vụ Phú Nhuận (Maseco) và Đồng Tâm Long An.

Tại vòng loại, các đội bóng sẽ thi đấu theo thể thức vòng tròn một lượt tính điểm xếp hạng ở mỗi bảng. 3 đội xếp thứ nhất tại mỗi bảng và 1 đội xếp thứ nhì có thành tích tốt nhất trong ba bảng sẽ giành quyền vào thi đấu tại Vòng Bán kết và đây cũng chính là vòng đấu để xác định 2 đội được quyền thi đấu tại giải hạng Nhì Quốc gia năm 2008.
Theo kế hoạch dự kiến, Vòng loại sẽ diễn ra từ ngày 1/11 đến ngày 9/11/2007. Vòng Bán kết được tổ chức vào ngày 15/11/2007.

## Vòng chung kết
|  | v |  |
|  | - |  |
|  |   |  |

|  | v |  |
|  | - |  |
|  |   |  |